# Martin Kayongo-Mutumba
Martin Kayongo-Mutumba, teilweise nur Martin Mutumba geschrieben, (* 15. Juni 1985 in Stockholm) ist ein ehemaliger schwedischer Fußballspieler ugandischer Abstammung. Der Mittelfeldspieler bestritt seine Karriere in Schweden, Finnland und Ungarn.

## Werdegang
Kayongo-Mutumba begann mit dem Fußballspielen bei Vasalunds IF. 1998 wechselte er in die Jugendabteilung des Ortsrivalen AIK, bei dem er die einzelnen Jugendmannschaften durchlief und 2002 in den Kader der Profimannschaft aufrückte. Am 12. September des Jahres debütierte er für den Traditionsverein in der Allsvenskan, als er ab der 88. Spielminute beim 2:1-Erfolg gegen Kalmar FF den Australier Luke Casserly ersetzte. Anschließend gehörte er weiterhin zum Kader und erspielte sich nach regelmäßigen Testspieleinsätzen neun Ligaeinsätze als Einwechselspieler in der Spielzeit 2003. Nach Ende der Spielzeit brach er sich bei einem Hallenturnier ein Bein und musste langfristig pausieren. Um Kayongo-Mutumba bei seinem Heilungsprozess zu helfen und ihm gegebenenfalls zu Spielpraxis zu verhelfen, entschied der Klub, ihn 2004 an den Kooperationspartner FC Café Opera in die zweitklassige Superettan auszuleihen. Aufgrund des langwierigen Heilungsverlaufs blieb er dort jedoch im Saisonverlauf ohne Spieleinsatz. Im Herbst des Jahres entschied er sich daher, eine neue Herausforderung zu suchen.
Kayongo-Mutumba heuerte in der finnischen Veikkausliiga beim FC Inter Turku an. In der Mannschaft um Magnus Bahne, Mika Ojala, Diego Corpache und Ari Nyman etablierte er sich unter Trainer Kari Virtanen als Stammspieler im Mittelfeld. Bis 2007 lief er für den Klub in der höchsten Liga des Landes auf, ehe er nach Probetrainings bei mehreren internationalen Mannschaften zur Zweitliga-Spielzeit 2008 zu Väsby United ging. Hier war er auf Anhieb Stammspieler und trug in 29 Ligaspielen dazu bei, dass der von Mikael Stahre betreute Zweitligaaufsteiger als Tabellenneunter in der Liga blieb. Im November des Jahres präsentierte ihn sein ehemaliger Klub AIK neben Jos Hooiveld und Mikael Thorstensson als Neuzugang, da er einen Zwei-Jahres-Kontrakt unterzeichnet hatte. Anfangs auch in der Allsvenskan Stammspieler, bremste ihn Ende Mai eine Verletzung aus. Anfang Juli kehrte er in den Kader zurück und eroberte sich seinen Stammplatz zurück. Am letzten Spieltag der Spielzeit 2009 legte er beim 2:1-Auswärtserfolg im direkten Duell um den Meistertitel gegen IFK Göteborg zum zwischenzeitlichen 1:1-Ausgleich von Antônio Flávio auf. Auch eine Woche später bei der Neuauflage des Spiels im Rahmen des Pokalendspiels gehörte er zur Startformation, kurz vor Schlusspfiff beim 2:0-Erfolg wurde er gegen Daniel Tjernström ausgetauscht. 
Im Februar 2010 verlängerte Kayongo-Mutumba seinen Vertrag bei AIK um zwei Jahre. Auch anschließend gehörte er zu den Stammkräften des Klubs, der nach den Abgängen einiger Leistungsträger in den hinteren Tabellenbereich abrutschte. Ende Juni verkaufte der Klub ihn gemeinsam mit seinem Mannschaftskameraden Bojan Đorđić an den ungarischen Klub Videoton FC, nachdem der vormalige Sportdirektor Björn Wesström Geldprobleme eingestanden hatte. Von dort aus wurde er nach nur wenigen Einsätzen in der ersten und zweiten Mannschaft an seinen vormaligen Klub AIK Solna verliehen, wo er es bis dato (Stand: 15. August 2011) auf 19 Ligaeinsätze und einen Treffer brachte.
Im Frühjahr 2014 wechselte Kayongo-Mutumba in die türkische Süper Lig zu Çaykur Rizespor. Im Sommer 2014 wurde nach dem Klassenerhalt sein Vertrag aufgelöst, ohne dass er eine Pflichtspielbegegnung für Rizespor absolviert hatte.
Wenige Tage später wurde sein Wechsel zum türkischen Zweitligisten Orduspor verkündet. Nachdem Orduspor in große finanzielle Engpässe geraten war und deswegen seine Spielergehälter nicht zahlen konnte, verließ Kayongo-Mutumba Mitte März 2015 den Verein und ging für vier Monate in den Iran zu Rah Ahan. Im Sommer wechselte er dann für ein halbes Jahr zu IF Brommapojkarna und im Juni 2016 weiter zum schwedischen Erstligisten Örgryte IS in die Superettan.